# 宏昌國際
宏昌國際投資控股有限公司，簡稱宏昌國際投資控股、宏昌國際投資或宏昌國際，前身為宏昌科技集團有限公司、宏昌科技集團或宏昌科技（港交所除牌時為0061.HK），當時主要經營資訊科技業務。
是在1993年由鄧健雄、周少霖、陸忠甫、陳子昂，以及吳建華創立，在1996年於香港交易所主板上市，但由於受互聯網泡沫爆破，同時行業前景嚴峻，在2007年，進行收購農業業務及土地保育，企業包括Huge Value Development Limited，以及Quest Asia Development Limited，更名為綠色環球資源有限公司，再到2010年，更名為北亞資源控股有限公司至今。

## 連結
- 北亞資源（页面存档备份，存于）